# 施泰伯洛
施泰伯洛（德語：Stäbelow）是德国梅克伦堡-前波美拉尼亚州的一个市镇。总面积14.98平方公里，总人口1345人，其中男性665人，女性680人（2011年12月31日），人口密度90人/平方公里。